# Севир Антиохийский
Севи́р Антиохи́йский (ср.-греч. Σεβῆρος Ἀντιοχείας, сир. ܣܘܪܘܣ ܕܐܢܛܝܘܟܝܐ, также Северий; 465, Созополь Писидийский — 538, Ксоис Египетский) — антиохийский патриарх (512—518 годы), основатель северианства. Почитается Древневосточными православными церквями, кроме Армянской апостольской церкви, как святой.

## Биография
Севир обучался в литературной школе в Александрии и в юридической в Вирите (современный Бейрут). Крещение принял в Триполи в 488 году. Монашеский постриг Севир принял в Майюме (недалеко от Газы) в монастыре акефалов, где прожил некоторое время в строгой аскезе. Позже он основал собственный монастырь и был рукоположён в иереи монофизитским епископом Епифанием, лишённым кафедры за свои убеждения.
Впервые Севир приехал в Константинополь, когда иерусалимский патриарх Илия начал притеснять майюмских монахов за их монофизитские убеждения. Прожив в столице империи три года, он и двести его монахов сконцентрировали вокруг себя всех монофизитов Константинополя.
В этот период Севир как учёный-богослов писал труды против евтихиевцев и мессалиан, развивая при этом монофизитские аргументы против Нестория и Халкидонского собора. Его монахи, получив доступ в придворную церковь, ввели там пение «Трисвятого» с прибавкой «распныйся за ны». О влиянии Севира на религиозную жизнь столицы свидетельствует тот факт, что после того, как император Анастасий I сместил в 511 году константинопольского патриарха Македония, кандидатура Севира рассматривалась для замещения константинопольской кафедры. В итоге константинопольским патриархом был избран монофизит Тимофей, и Севиру в 512 году досталась антиохийская кафедра, где он проявил себя как один из самых ревностных противников Халкидонского собора.
За свою деятельность Севир был проклят иерусалимским патриархом Иоанном, а император Юстин I 29 сентября 518 года лишил его епископской кафедры в Антиохии и отправил в ссылку. В египетской ссылке Севиру удалось возвести на кафедру патриарха Александрийского своего друга и сторонника Феодосия. В Египте Севир вынужден был бороться против своего прежнего союзника Юлиана Галикарнасского, афтардокетства, монофизитства, и его прежнее полное отрицание и анафематствование Халкидонского собора в церкви, где со времён Тимофея Элура было евхаристическое общение миафизитов и православных, должно было смениться умеренной позицией. Преемник и племянник Юстина Юстиниан, стремясь объединить халкидонитов и умеренных миафизитов, приблизил к себе их вождей Севира, Феодосия и Иоанна Эфесского. Они подчинили своему влиянию патриарха Константинопольского Анфима. Миафизитский «переворот» был подавлен после прибытия в Константинополь православного римского папы Агапита, который обещал Юстиниану (нетерпимость которого к православным была хорошо известна в Италии) поддержку православных Италии в его войне против веротерпимых тогда ариан-остготов только при условии полного отказа от миафизитства. Тем не менее, благодаря влиянию Феодоры Севир — как представитель миафизитов — принимал участие в созванном по инициативе Агапита поместном Константинопольском соборе 536 года, на котором патриарх-миафизит Анфим был лишён сана и заменён православным патриархом Миной. Приехав в Константинополь, Севир был размещён в дворцовых зданиях и к началу собора смог сформировать вокруг себя миафизитское ядро оппозиции. Однако на соборе — после подтверждения выдвинутых против него обвинений — Севира осудили как еретика (что было подтверждено отдельным императорским указом), и он был вынужден удалиться в египетский монастырь Эннатон, где скончался в 538 году.
Жизнеописание Севира было сделано в VI веке Захарией Митиленским.

## Учение
Учение Севира после его устранения с кафедры патриарха Антиохийского стало очень похоже на халкидонское. Он и его последователи хотя и признавали только одну ипостась в Иисусе Христе — божественную, но допускали в ней наличие различных сущностей — божественных и человеческих, то есть «составную природу». Севирианская идея состояла в сохранении различия двух природ внутри «единой ипостаси Бога-Слова воплощенной», то есть, была очень близка к халкидонскому вероисповеданию.

Я изумлен как можешь ты вочеловечение называть сложением, когда ты в то же время говоришь: «так что стало сразу одно существо и одно качество». Таким образом, единение у тебя началось слиянием и сложением, утратило свой смысл, ибо оно перешло в одну сущность.— Из письма Севира его противнику
Также севериане утверждали, что плоть Христова до Воскресения была тленной, подобно человеческой. Севир отрицал иконопочитание, причём не только иконы Христа, Богородицы, святых, но даже и изображение Святого Духа в виде голубя.
Несмотря на отношение к нему современников, есть мнение, что Севир не может быть назван миафизитом («монофизитом») в прямом смысле слова, и от православия его отделяет прежде всего отрицание иконопочитания и решительное нежелание принять Халкидонский собор как отвергший Кирилла Александрийского. Он порицал его не за то, что Собор говорит о двух природах: «Никто не выставляет против него такого бессмысленного обвинения, и сами мы признаем во Христе две природы — сотворенную и несотворенную», а за то, что он, по мнению Севира, не последовал учению Кирилла Александрийского.. Хотя на Халкидонском соборе Кирилла Александрийского считали отцом церкви, важнейшую роль играл его племянник Афанасий, но после собора в пылу борьбы со сторонниками другого родственника Кирилла — Диоскора Александрийского — произошло забвение заслуг Кирилла Александрийского. Поэтому Пятый Вселенский собор, чтобы вернуть севириан в лоно Церкви, признал православие Кирилла Александрийского.

## Влияние на императрицу Феодору
С императрицей Феодорой Севир познакомился в Александрии. Он, любивший в своих проповедях обращаться к женщинам, возможно, способствовал произошедшим в её образе жизни изменениям. Позже Феодора покровительствовала ему, считая, что «монофизиты круга Севира были весьма близки к православию и что если к ним относиться с терпимостью и уважением, они не смогут не понять и не принять Халкидонский Собор». Севир со своей стороны также хорошо относился к Феодоре и называл её «царицей, которая чтит Христа».

## Мнение Армянской Апостольской Церкви
Архимандрит армянской церкви Гевонд Оганесян пишет, что вопрос тленности и нетленности в споре Севира и Юлиана рассматривался не как в смысле разложения Плоти (в этом смысле оба были согласны, что Плоть Христа безгрешна и не подлежит разложению), а в смысле того, что Плоть Христа восприняла вольные или же невольные страсти, то есть насколько были свойственны Христу человеческие страсти, как, например, страх, жажда, голод и другие? Севир настаивал на том, что Христос все страсти плоти нёс вынужденно (невольно, принуждённо, по необходимости), во всем похожий на простого человека. В противном случае, ему казалось, что Христос воистину не был бы вочеловечен. Он говорил, что Плоть Христа тленна, как и у всех людей. Для него Плоть Христа была бесславной и несовершенной от Девы до Воскресения, и только после Воскресения Она прославилась и стала нетленной. «С точки зрения Севира становилось не ясно, как может быть, что „плоть Его не видела тления“ (Псал. 15:10, Деян. 2:31), или же как понять слова Господа: „Посмотрите на руки Мои и на ноги Мои; это — Я Сам“ (Лук. 24:39), то есть не изменился из тления в нетление, из бесславия в славу, из несовершенства в совершенство? Об этом свидетельствует и апостол Павел: „Иисус Христос вчера и сегодня и во веки Тот же“ (Евр. 13:8). Если же, как настаивает Севир, Плоть Господа была тленной до воскресения, то значит, апостолы в горнице вкусили не Искупающую грехи и Животворящую Плоть, а несовершенную, бесславную и тленную Плоть. В антропологической защите Севира замечается крайнее стремление приблизить Богочеловека к „простым людям“, именно так он и понимал наше единосущие с Христом…». Учение о тленности богословами Армянской церкви было категорически отвергнуто. По учению Армянской апостольской церкви Плоть Христа страдательна и смертна, но нетленна. Плоть Господа нетленна до Воскресения: «Ядущий Мою Плоть и пиющий Мою Кровь имеет жизнь вечную» (Иоан. 6:54). Слово Бог воспринял не первозданную природу Адама, а нашу тленную природу — тленную плоть, грешные душу и дух, и, соединив их с Собою, отделил грех от души и духа, а тление от плоти.

## Переводы
- Избранные послания. / Пер. Т. А. Щукина. // Антология восточно-христианской богословской мысли. В 2 т. Т. 1. М.-СПб., 2009. С. 637—644.